# Operazione Paula
L’operazione Paula (in tedesco Unternehmen Paula) è il nome in codice di un'offensiva della Luftwaffe per distruggere le rimanenti unità dell’Armée de l'Air (l'aviazione francese) a seguito della invasione tedesca della Francia nel 1940.

## Contesto
Nel giugno 1940, a seguito del travolgente attacco della Wehrmacht contro la Francia e della rapida sconfitta francese, l'esercito britannico si era ritirato dal continente (vedi Operazione Dynamo). Paesi Bassi e Belgio si erano arresi e la maggior parte delle unità dell'esercito francese erano state distrutte.
Per completare la conquista della Francia, Adolf Hitler aveva previsto una seconda fase dell'operazione (Fall Rot) che si basava sulla netta supremazia aerea della Luftwaffe.
Il 3 giugno 1940 venne lanciata l'operazione Paula che vide l'impiego di cinque stormi per un totale di 1 100 aerei tedeschi.
Tuttavia, grazie alle informazioni ricevute dai servizi di intelligence britannici, l'aviazione francese riuscì ad evitare che la Germania ottenesse i risultati strategici sperati.